# Catana Pérez de Cuello
Mercedes Catana Pérez de Cuello (* 25. November 1948 in Moca; † 12. September 2019 in Santo Domingo) war eine dominikanische Pianistin und Musikwissenschaftlerin.
Pérez war Klavierschülerin von Maricusa del Monte und studierte bis 1966 am Conservatorio Nacional bei Vicente Grisolía und Mary Siragusa. 1967 nahm sie am National Music Camp in Interlochen teil, wo sie Kurse für Klavier, Musikgeschichte, Musikanalyse und Chormusik und 1968 einen Kurs für Orchesterleitung bei Enrique García Asensio besuchte. Zwischen 1969 und 1972 absolvierte sie ein Postgraduiertenstudium bei Pietro Scarpini und Emma Contestable am Conservatorio di Santa Cecilia in Rom. 1981 nahm sie an einem Seminar für Klavierinterpretation bei Alberto Pomeranz teil.
1964 trat sie mit Iván Rodríguez und dem Kammerorchester des Conservatorio Nacional de Música unter Leitung von Julio de Windt in Bachs Konzert für zwei Klaviere und Orchester auf. 1974 debütierte sie im Palacio de Bellas Artes in einem Programm mit Werken von Schumann, Scarlatti, Casella und Chopin. 1986 führte sie mit dem Orquesta Sinfónica Nacional unter Leitung von Berton Dimes Skrjabins Klavierkonzert auf, 1998 mit dem Pianisten Ramón Díaz Peralta und dem Orquesta Sinfónica Nacional unter Leitung von Julio de Windt Poulencs Konzert für zwei Klaviere und Orchester.
Daneben wurde sie als Musikkritikerin und -wissenschaftlerin bekannt. Sie veröffentlichte u. a. die Bücher Universo de la Música und (mit Rafael Solano) El Merengue: Musica y Baile de la Republica Dominicana. Für letzteres erhielt sie den Premio Nacional de la Feria del Libro. 2008 wurde sie von Präsident Leonel Fernández zur Direktorin des Teatro Nacional Eduardo Brito berufen.
Catana Pérez starb 2019 mit 70 Jahren an Lungenkrebs in dem Krankenhaus Centro de Diagnóstico, Medicina Avanzada y Telemedicina (Cedimat) in Santo Domingo. Sie hinterließ eine Tochter. Ihr Ehemann war bereits 2011 verstorben.